# John Wick
John Wick je americká akční filmová série a mediální franšíza, kterou vytvořil Derek Kolstad. Příběh se soustředí na titulní postavu, kterou ztvárnil herec Keanu Reeves. John Wick je legendární zabiják, který je po odchodu do důchodu neochotně vtažen zpět do podsvětí. Franšíza vznikla v roce 2014, kdy byl vydán první film John Wick. Následovala tři pokračování vydaná v letech 2017, 2019 a 2023.
Kromě hlavních filmů vznikají také spin-offy, jako první vyšla v roce 2023 minisérie Hotel Continental a v roce 2025 měl premiéru film Balerína.
Filmy získaly u kritiků pozitivní ohlas a jsou považovány za jedny z nejlepších akčních filmů všech dob. Mnozí považují první a čtvrtý film za nejlepší akční filmy všech dob. Filmy celosvětově vydělaly více než 1 miliardu dolarů.

## Přehled
John Wick (Keanu Reeves) se narodil jako Jardani Jovonovich v Bělorusku. Jako sirotka se ho ujala zločinecká skupina Ruska Roma, která z něho vychovala nájemného vraha, který se postupně stal nejobávanějším zabijákem ruské mafie a získal přezdívku Baba Yaga. Pracoval pro Vigga Tarasova (Michael Nyqvist). Na počátku filmové série byl Wick už pět let v důchodu, do kterého mohl odejít poté, co pro Tarasova splnil „nemožný“ úkol, kdy zlikvidoval všechny zločinecké syndikáty v New Yorku, díky tomu si také mohl vzít svou ženu Helen (Bridget Moynahan). Ta ale později podlehla rakovině.
Každý zabiják se musí držet přísného kodexu, aby mohl vykonávat svou „práci“. Příběh se točí kolem hotelového řetězce Continental, který slouží jako neutrální půda pro členy podsvětí, kde je veškerá „práce“ přísně zakázána. Každý hotelový manažer – včetně Winstona Scotta (Ian McShane), Sofie Al-Azwar (Halle Berry), Juliuse (Franco Nero) a Shimazu Koji (Hirojuki Sanada) – přísahá věrnost Nejvyšší radě, dvanácti vysoce postaveným vůdcům světového společenství. Za služby poskytované v podsvěti se platí speciálními zlatými mincemi, které slouží nejen jako platidlo, ale také jako krevní přísaha, kdy jeden může převzít úkol druhého, ale v budoucnu musí druhému splnit jeho přání, ať už je jakékoli. Každý zabiják musí ctít dvě pravidla, jinak bude prohlášen za excommunicado: Žádná práce na půdě Continentalu a Závazek na základě krevní přísahy nelze odmítnout.

## Filmy
| Film                               | Datum vydání v USA | Režie          | Scénář                                                  | Námět                       | Produkce                                                     | Stav       |
| ---------------------------------- | ------------------ | -------------- | ------------------------------------------------------- | --------------------------- | ------------------------------------------------------------ | ---------- |
| John Wick                          | 24. listopadu 2014 | Chad Stahelski | Derek Kolstad                                           | Derek Kolstad               | Basil Iwanyk, David Leitch, Eva Longoria a Michael Witherill | vydáno     |
| John Wick 2                        | 10. února 2017     | Chad Stahelski | Derek Kolstad                                           | Derek Kolstad               | Basil Iwanyk a Erica Lee                                     | vydáno     |
| John Wick 3                        | 17. května 2019    | Chad Stahelski | Derek Kolstad, Shay Hatten, Chris Collins a Marc Abrams | Derek Kolstad               | Basil Iwanyk a Erica Lee                                     | vydáno     |
| John Wick: Kapitola 4              | 24. března 2023    | Chad Stahelski | Shay Hatten a Michael Finch                             | Shay Hatten a Michael Finch | Basil Iwanyk, Erica Lee a Chad Stahelski                     | vydáno     |
| Balerína                           | 6. června 2025     | Len Wiseman    | Shay Hatten                                             | Shay Hatten                 | Basil Iwanyk, Erica Lee a Chad Stahelski                     |            |
| zatím nepojmenovaný film o Cainovi | bude oznámeno      | bude oznámeno  | Robert Askins                                           | Robert Askins               | Basil Iwanyk, Erica Lee a Chad Stahelski                     | v přípravě |

### John Wick(2014)
John Wick je zabiják v důchodu, který se vrací do podsvětí poté, co mu skupina ruských mafiánů ukradne auto a zabije štěně, které mu darovala jeho zesnulá manželka Helen.
Natáčení filmu začalo 25. září 2013 a skončilo 20. prosince 2013.

### John Wick 2(2017)
John Wick musí splatit starý dluh a je poslán zavraždit cíl, který si nepřeje zabít, načež musí čelit útokům nepřátel.
Natáčení začalo 26. října 2015, premiéru měl film v únoru 2017.

### John Wick 3(2019)
John Wick je prohlášen za excommunicado poté, co zabil hlavu zločinecké rodiny na půdě hotelu Continental, a musí odrážet útoky ze všech stran poté, co je na jeho hlavu vypsána bohatá odměna.
Výroba filmu začala počátkem roku 2018, premiéru měl v květnu 2019.

### John Wick: Kapitola 4(2023)
John Wick se pouští do boje s Nejvyšší radou.
Natáčení bylo zahájeno v červnu 2021, částečně kvůli pandemii covidu-19 měl film premiéru až v březnu 2023.

#### Balerína(2025)
V červenci 2017 společnost Lionsgate oznámila vývoj vedlejšího filmu s názvem Balerína. Příběh se zabývá mladou ženou, která je vychovávána jako vrah, aby se mohla pomstít zabijákům, kteří vyvraždili její rodinu. Tato balerína se objevila už ve filmu John Wick 3. V dubnu 2022 bylo oznámeno, že hlavní postavu bude hrát Ana de Armas. Ve filmu se objeví i Ian McShane a Keanu Reeves jako Winston Scott a John Wick, nebo také Anjelica Huston jako hlava ruské rodiny a Lance Reddick jako Charon. Natáčení začalo 7. listopadu 2022 v Praze. Film měl v USA premiéru 6. června 2025.

### Budoucí filmy

#### John Wick: Kapitola 5
V srpnu 2020 bylo potvrzeno, že se pracuje na pátém filmu. Původně se měl začít točit ihned po dokončení předchozí epizody, v březnu 2021 se ale společnost Lionsgate rozhodla nejprve dokončit Kapitolu 4. V listopadu 2023 po ukončení stávky scenáristů studio Lionsgate odhalilo, že došlo k obnovení prací na scénáři.

## Televize

### Hotel Continental(2023)
Třídílná série se soustředí na hotel Continental, který slouží jako bezpečné útočiště pro nájemné vrahy, konkrétně se zaměřuje na mladého Winstona v 70. letech 20. století. Zároveň se jedná o prequel k filmové sérii, který se odehrává několik let před událostmi filmů.
Seriál má tři 90minutové epizody, premiéru měl 22. září, poslední epizoda vyšla 6. října 2023.